# بوقرای
بوقرای یک منطقهٔ مسکونی در الجزایر است که در ناحیه ثنیه واقع شده‌است. بوقرای ۴ کیلومتر مربع مساحت دارد ۴۸۰ متر بالاتر از سطح دریا واقع شده‌است.